# Rawer (Vorsteher der Arbeiten)
Rawer war ein hoher altägyptischer Beamter des Alten Reiches, um 2300 v. Chr., der von seinem Grab in Gizeh bekannt ist. Er war Vorsteher aller Arbeiten des Königs und leitete damit wichtige königliche Bauprojekte. Seine genaue Datierung ist nicht sicher.
Rawer ist nur von Texten in seiner Mastaba bekannt. Sie überliefern Name und Titel des Rawer. Er war unter anderem Vorsteher aller Arbeiten des Königs, Stütze der Pantherleute, Vorlesepriester und vielleicht Truppenvorsteher.
Die Mastaba des Rawer ist ein massiver aus Kalkstein errichteter Bau, von etwa 36 × 15 × 5,5 m Größe. Der Bau ist solide und hat keine Kammern. Vor die Mastaba gesetzt befinden sich an der Ostseite eine Kultkapelle und daneben ein Serdab. Bei der Kultkapelle befindet sich ein Gang, der unter die Mastaba in die Grabkammer führt. Die Grabkammer ist mit Malereien dekoriert, die jedoch nur schlecht erhalten sind und vom Ausgräber Selim Hassan beschrieben, aber nicht gezeichnet oder fotografiert wurden.
Die genaue Datierung von Rawer ist unsicher. Dekorierte Grabkammern kommen erst am Ende der 5. Dynastie auf. Rawer datiert also ans Ende der 5. Dynastie, oder später, in die 6. Dynastie.